# Dog Island, Nunavut
Dog Island är en ö i Kanada.   Den ligger i Frobisher Bay i territoriet Nunavut, i den östra delen av landet, 2 000 km norr om huvudstaden Ottawa.
Trakten runt Dog Island består i huvudsak av gräsmarker. Trakten runt Dog Island är nära nog obefolkad, med mindre än två invånare per kvadratkilometer.